# Saint-Martin-de-la-Place
Saint-Martin-de-la-Place är en kommun i departementet Maine-et-Loire i regionen Pays de la Loire i nordvästra Frankrike. Kommunen ligger i kantonen Saumur-Nord som tillhör arrondissementet Saumur. År 2018 hade Saint-Martin-de-la-Place 1 153 invånare.

## Befolkningsutveckling
Antalet invånare i kommunen Saint-Martin-de-la-Place
| Referens: INSEE |